# NOAD in het seizoen 1962/63
Het seizoen 1962/1963 was het negende jaar in het bestaan van de Tilburgse betaaldvoetbalclub NOAD. De club kwam, na de degradatie vorig seizoen, uit in de Tweede divisie B en eindigde daarin op de negende plaats. Tevens deed de club mee aan het toernooi om de KNVB beker, hierin werd in de vierde ronde verloren van ADO (0–2).

## Wedstrijdstatistieken

### Tweede divisie B
|       | Baronie | BVV   | D.F.C. | EDO   | 't Gooi | Haarlem | Helmondia '55 | Hermes DVS | Hilversum | HVC   | LONGA | PEC   | RCH   | SVV   | Wilhelmina | Xerxes |
| ----- | ------- | ----- | ------ | ----- | ------- | ------- | ------------- | ---------- | --------- | ----- | ----- | ----- | ----- | ----- | ---------- | ------ |
| Thuis | 1 – 1   | 0 – 2 | 0 – 0  | 4 – 0 | 2 – 2   | 2 – 2   | 3 – 1         | 1 – 1      | 1 – 1     | 2 – 0 | 3 – 2 | 5 – 2 | 3 – 2 | 1 – 2 | 1 – 1      | 2 – 2  |
| Uit   | 1 – 1   | 3 – 0 | 3 – 1  | 2 – 2 | 4 – 1   | 2 – 1   | 2 – 2         | 2 – 2      | 0 – 3     | 6 – 1 | 2 – 1 | 1 – 3 | 0 – 3 | 1 – 1 | 1 – 5      | 8 – 0  |

### KNVB beker
| 1e ronde                                             | AGOVV                                    | 2 – 3 (0 – 1) | NOAD                                  |
| 13 oktober 1962 Plaats: Apeldoorn Berg & Bos         | Nico Temming 83' (pen.) Jan Brouwer 86'  |               | Theo Netten –', –' Harry van Stiphout |
| 2e ronde                                             | Velox                                    | 1 – 2 (0 – 1) | NOAD                                  |
| 20 maart 1963 Plaats: Utrecht Koningsweg             | Ben Sneijder 58'                         |               | 13', 84' Theo Netten                  |
| 3e ronde                                             | NOAD                                     | 2 – 0 (1 – 0) | Sparta                                |
| 30 april 1963 Plaats: Tilburg Gemeentelijk Sportpark | Johnny van der Velde 18' Theo Netten 87' |               |                                       |
| 4e ronde                                             | ADO                                      | 2 – 0 (1 – 0) | NOAD                                  |
| 16 mei 1963 Plaats: Den Haag Zuiderparkstadion       | Peter Hoet 6' Harrie Heijnen 75' (pen.)  |               |                                       |

## Statistieken NOAD 1962/1963

### Eindstand NOAD in de Nederlandse Tweede divisie B 1962 / 1963
| Stand | Gespeeld | Gewonnen | Gelijk | Verloren | Punten | Doelpunten voor | Doelpunten tegen |
| ----- | -------- | -------- | ------ | -------- | ------ | --------------- | ---------------- |
| 9e    | 32       | 10       | 13     | 9        | 33     | 58              | 59               |

### Topscorers
| #      | Naam                      | Goal |
| ------ | ------------------------- | ---- |
| 1.     | Theo Netten               | 23   |
| 2.     | Henk Zieltjens            | 11   |
| 3.     | T. van de Boogaard        | 10   |
| 4.     | F. van Broekhoven         | 4    |
| 5.     | Harry van Stiphout        | 3    |
| 6.     | Frans van de Luijtgaarden | 2    |
| 7.     | Ruud de Chêne             | 1    |
| 7.     | Piet Dankers              | 1    |
| 7.     | John Hutten               | 1    |
| 7.     | Frans van der Meijs       | 1    |
| 7.     | Johnny van der Velde      | 1    |
| Totaal | Totaal                    | 58   |

| #      | Naam                 | Goal |
| ------ | -------------------- | ---- |
| 1.     | Theo Netten          | 4    |
| 2.     | Harry van Stiphout   | 2    |
| 3.     | Johnny van der Velde | 1    |
| Totaal | Totaal               | 7    |